# Seszele na Letnich Igrzyskach Olimpijskich 2004
Seszele na Letnich Igrzyskach Olimpijskich 2004, reprezentowało 9 zawodników : 7 mężczyzn i 2 kobiety.

## Skład kadry

### Boks
Mężczyźni
- Kitson Julie – waga lekkopółśrednia – 17. miejsce

### Judo
Mężczyźni
- Francis Labrosse – kategoria 60 kg – odpadł w eliminacjach

### Kajakarstwo
Mężczyźni
- Tony Gill Lespoir – K-1 500 m – odpadł w eliminacjach
- Tony Gill Lespoir – K-1 1000 m – odpadł w eliminacjach

### Lekkoatletyka
Kobiety
- Céline Roseline Laporte – 100 m przez płotki – odpadła w eliminacjach

Mężczyźni
- Evans Marie – 400 m – odpadł w eliminacjach

### Pływanie
Kobiety
- Shrone Austin – 100 m stylem klasycznym – 43. miejsce

Mężczyźni
- Bertrand Bristol – 200 m stylem motylkowym – 38. miejsce

### Podnoszenie ciężarów
Mężczyźni
- Richard Scheer – kategoria do 85 kg – 12. miejsce

### Żeglarstwo
Mężczyźni
- Allan Julie – klasa Laser – 20. miejsce